# Truppenübungsplatz „Eugen Kvaternik“
Der Truppenübungsplatz „Eugen Kvaternik“ (kroatisch Vojni poligon „Eugen Kvaternik“) ist der Hauptübungsplatz der kroatischen Streitkräfte. Er wird ganzjährig genutzt, auch zur spezialisierten Soldatenausbildung für Auslandseinsätze.
Der Truppenübungsplatz liegt unweit der Stadt Slunj in der Region Kordun in Zentralkroatien. Mit einer eine Fläche von nahezu 24.000 Hektar (240 km²) ist er der größte Truppenübungsplatz Kroatiens und einer der größten Europas.
Seit dem Beitritt Kroatiens zur NATO im Jahr 2009, erlangte der Truppenübungsplatz zunehmende Bedeutung und wird daher kontinuierlich modernisiert. Es finden in regelmäßigen Abständen NATO-Manöver auf dem Gelände statt.

## Lage

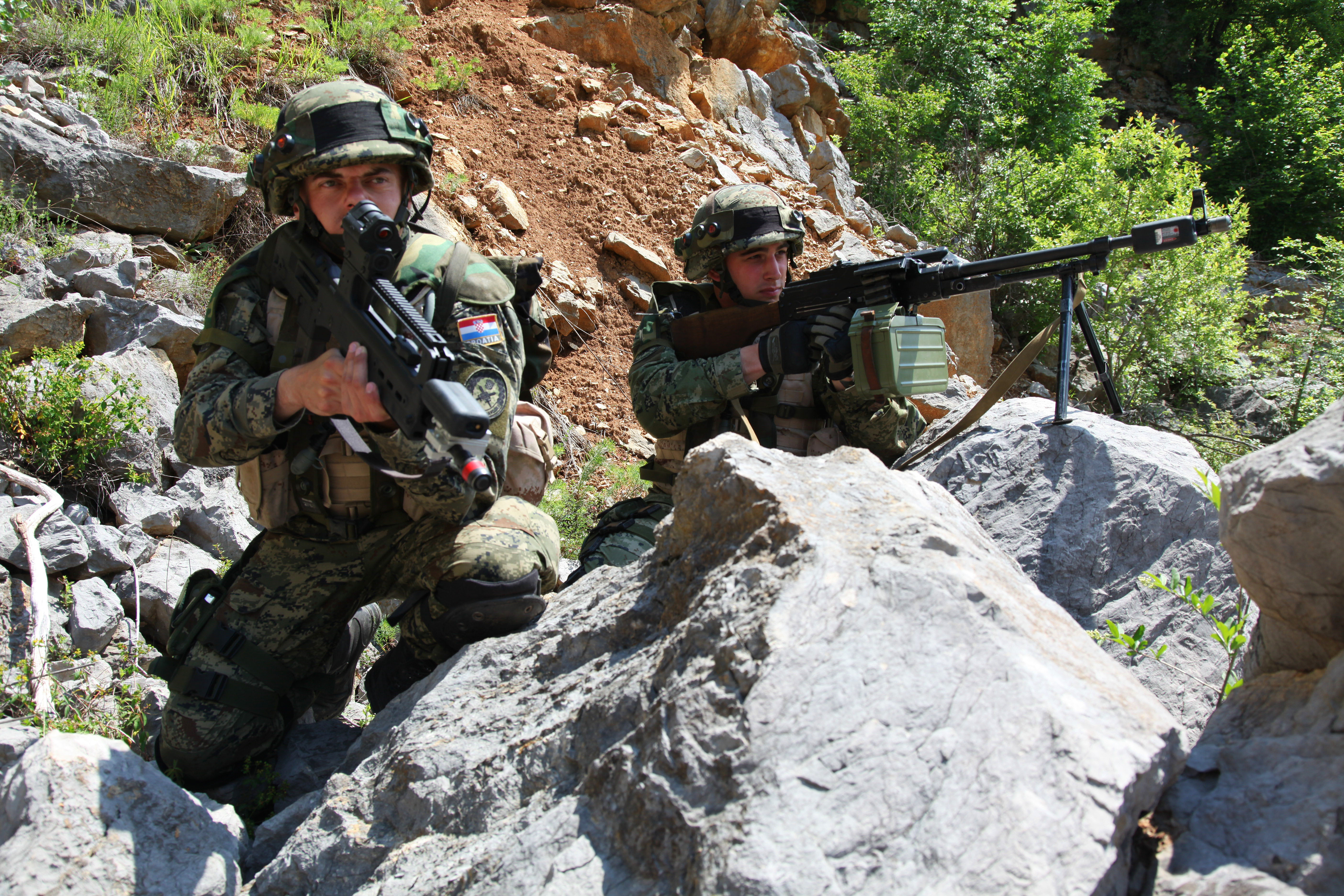
Kroatische Soldaten der 1. Gardebrigade „Tiger“ im Karst während des Manövers „Immediate Response“ (2012).

Der Truppenübungsplatz erstreckt sich über das gebirgige Karstgebiet der Regionen Kordun und Lika im unmittelbaren Grenzgebiet zu Bosnien und Herzegowina. Das polygonale Übungsgebiet umfasst das Gebiet südlich von Ogulin und westlich von Slunj bis hin nach Rakovica. Der Übungsplatz liegt somit in relativer Adria-Nähe (hinter den Kapela- bzw. Velebit-Gebirgszügen). Die kürzeste Luftlinie nach Karlovac beträgt etwa 40 Kilometer, nach Rijeka etwa 80 Kilometer. Das Gebiet kann den folgenden Gebietskörperschaften zugeordnet werden: der Stadt Slunj, der Gemeinde Tounj im Norden, der Gemeinde Josipdol im Nordwesten, der Gemeinde Plaški im Westen, der Gemeinde Saborsko im Südwesten und Rakovica im Südosten. Durch das Übungsgebiet fließt der Fluss Mrežnica.
In unmittelbarer Nähe zum Truppenübungsplatz befinden sich zwei einst bedeutende Militärflugplätze, die Flugzeugkaverne Željava bei Bihać auf bosnisch-herzegowinischer Seite, sowie eine weitere Flugzeugkaverne bei Udbina. Beide Flugplätze wurden während der Konflikte im ehemaligen Jugoslawien teils vorsätzlich, teils im Rahmen der Kriegshandlungen zerstört und seitdem nicht erneuert. Die nächstgelegenen Militärbasen der Kroatischen Luftstreitkräfte befinden sich in Zagreb (Pleso), Zadar (Zemunik) und Pula.

## Geschichte

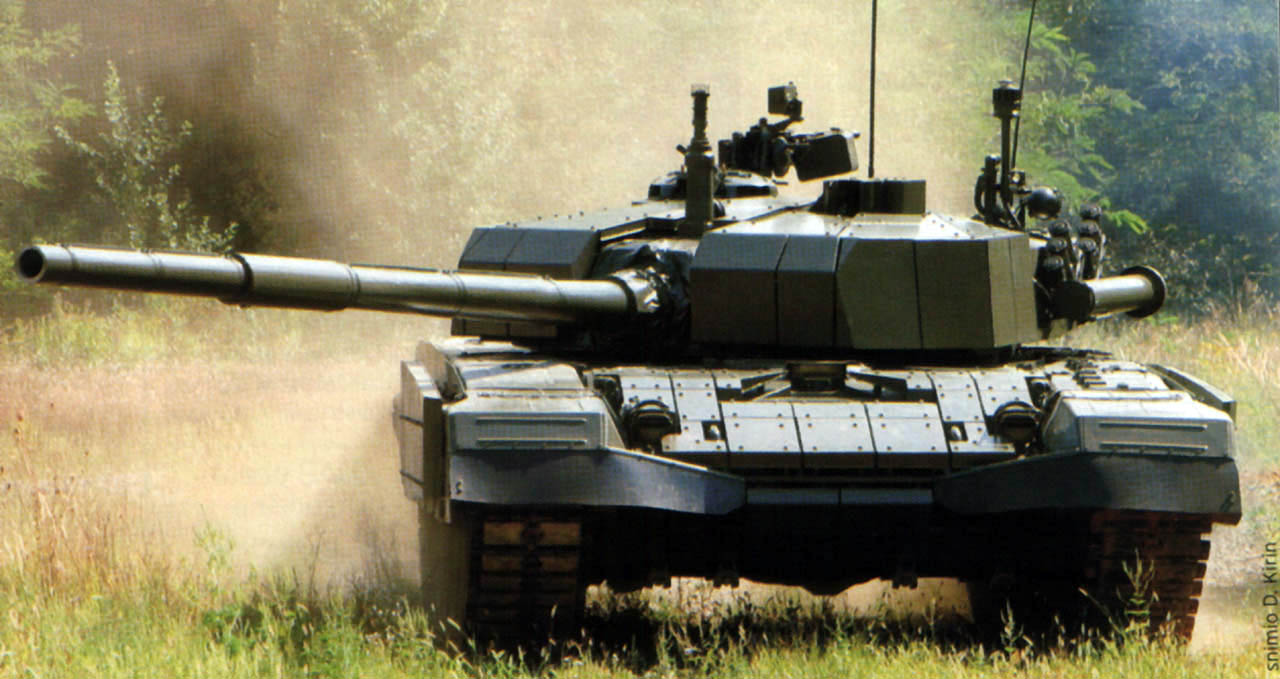
Ein M-95 Degman-Kampfpanzer während einer militärischen Übung auf dem Truppenübungsplatz (2003).

Zur Zeit Jugoslawiens wurde das Gelände 1965 als Truppenübungsplatz „Slunj“ (Vojni poligon „Slunj“) eingerichtet. Er war der Hauptübungsplatz des Fünften Wehrbereichs (Peta Vojna oblast) der Jugoslawischen Volksarmee, welche einst zu den größten Streitkräften der Welt zählte.
Während des Kroatienkrieges wurde der Truppenübungsplatz am 17. November 1991 von Einheiten serbischer Paramilitärs, der späteren Armee der Republik Serbische Krajina, eingenommen. Die Kontrolle der international nicht anerkannten Serbischen Republik Krajina über das Gelände dauerte bis zum 6. August 1995 an, als der Truppenübungsplatz durch die Militäroperation Oluja wieder der Hoheitsgewalt des kroatischen Staates unterstellt wurde. Nach dem Kroatienkrieg erhielt der Truppenübungsplatz den Namen des kroatischen Politikers Eugen Kvaternik (1825–1871).

## Eigenschaften
Das Polygon erstreckt sich über eine Fläche von nahezu 24.000 Hektar (240 km²). Die Nord-Süd-Ausdehnung beträgt 28 km. Der gesamte Grenzverlauf beträgt 88 km. Das Übungsgebiet befindet sich auf einer durchschnittlichen Meereshöhe von 320 m. Die höchste Erhebung befindet sich auf 900 m. Das Gebiet ist größtenteils bewaldet.
Auf dem Übungsplatz verweilen täglich etwa 600 Soldaten: 400 Soldaten der Artillerie-Raketen Landstreitkräfte, 80 Angehörige des Dienstpersonals, 20 Angehörige des Zentrums für Kampfausbildung, sowie 20 Angehörige anderer Formationen. Während großer Übungen sind über 1.500 Soldaten anwesend. Zu den großen Übungen zählten etwa folgende Übungen: Die Pioniertruppen-Übung „Adriatic Philbex 04-2 ENGINEEREX“ im Jahr 2004, „Noble Midas 07“ im Jahr 2007 und „Jackal Stone“ im Jahr 2009.

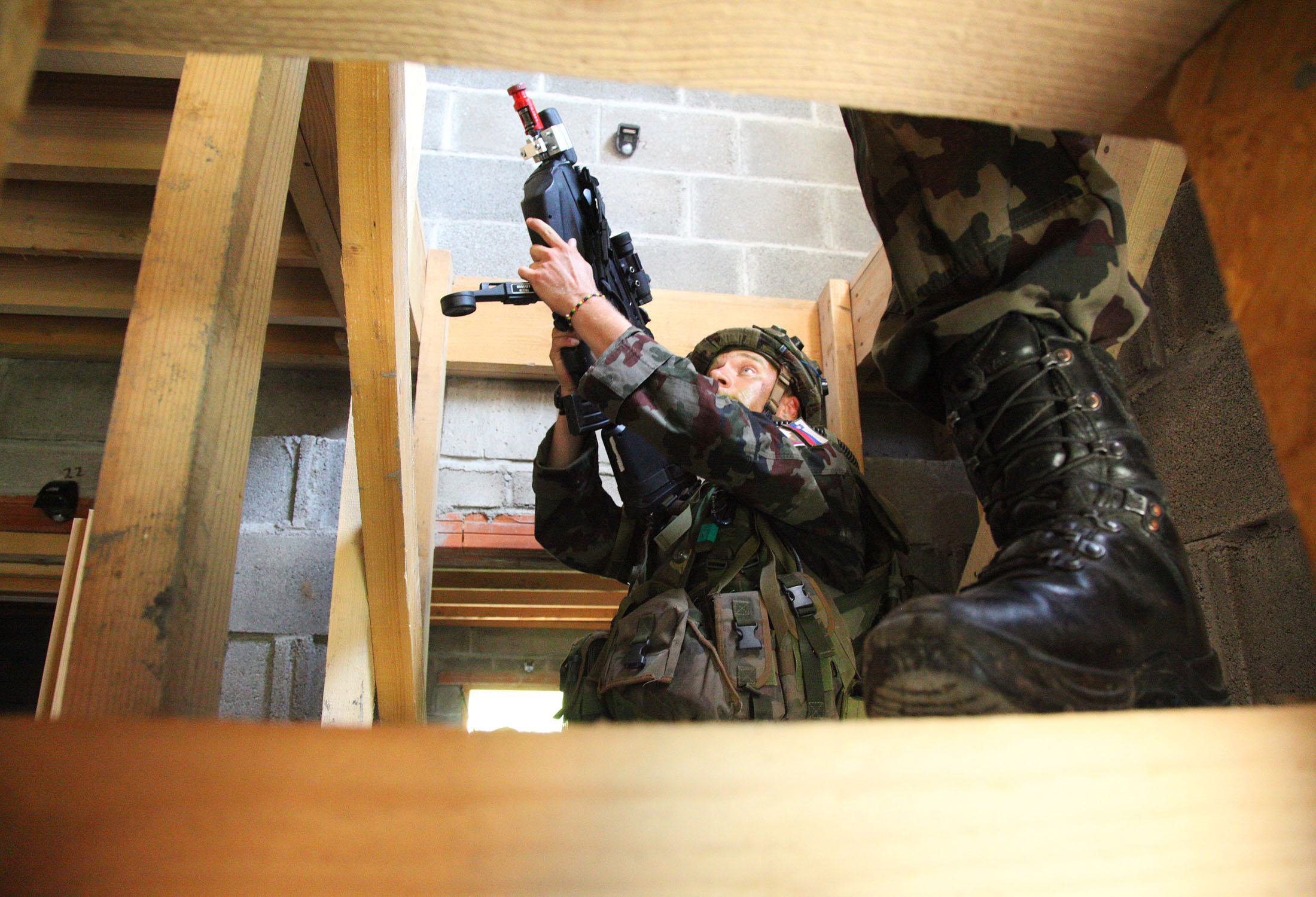
Slowenische Soldaten trainieren den Häuserkampf im sogenannten „Shoot House“ während des Manövers „Immediate Response“ (2012).

2009 wurde ein neues Militär-Restaurant, sowie zwei spezialisierte Übungsplätze errichtet, das sogenannte „Shoot House“ und die „Konvoi-Straße“.
- Das „Shoot House“ ist ein Objekt, das für Häuserkampf-Simulationen auf urbanen Schauplätzen errichtet wurde. Es besteht aus Holzbalken, welche Gebäude darstellen. Dieses Objekt ist oben offen und wurde mit Kameras ausgestattet. Dies ermöglicht die Beobachtung der Übungssituation aus der Vogelperspektive bzw. von einem Kontrollraum aus.
- Die „Konvoi-Straße“ dient zu Zwecken von Kampfübungen im Falle eines Überfalls auf einen Konvoi.

## Verwendungszweck

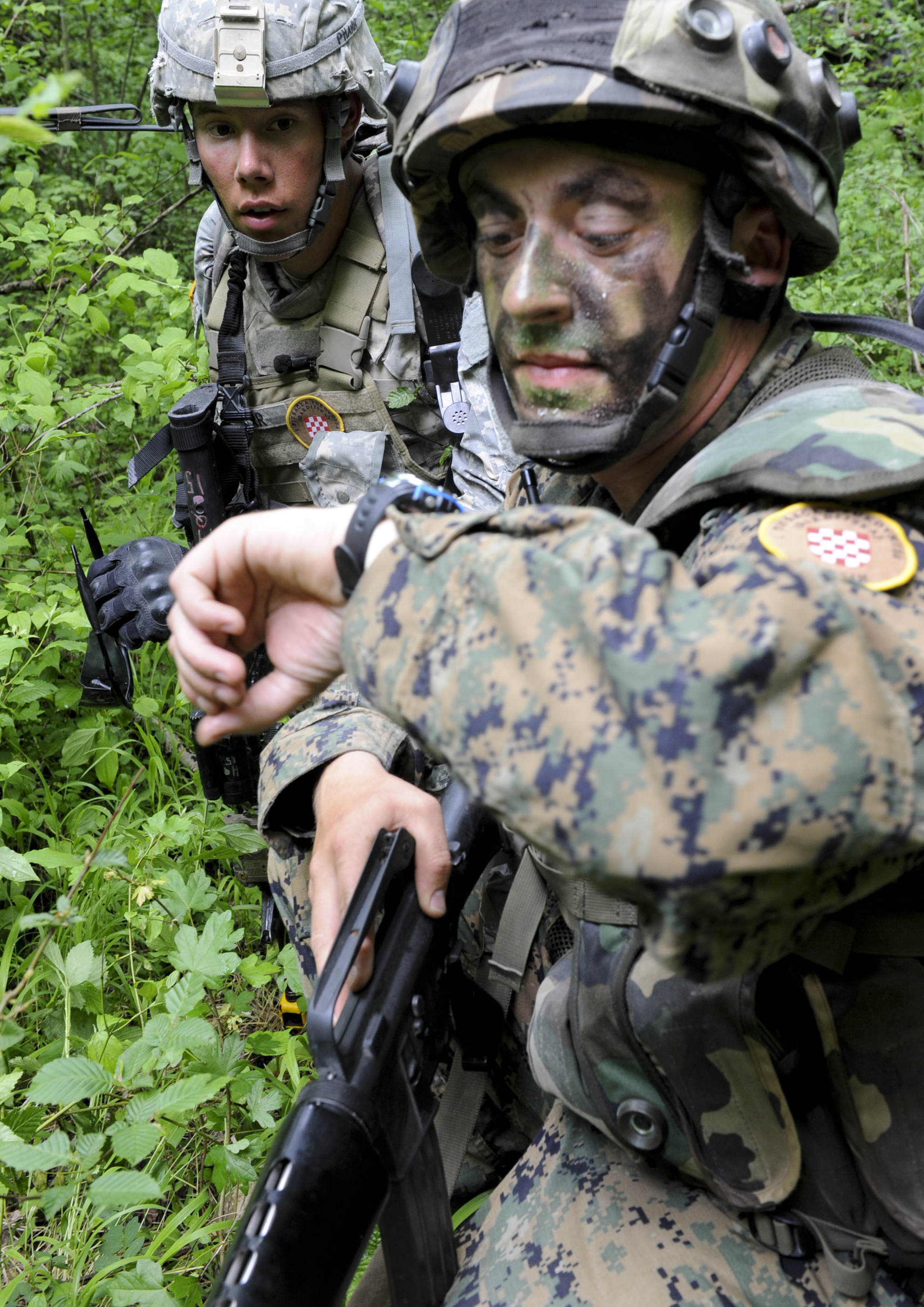
Soldat des 1. Infanterie-Regiments der bosnisch-herzegowinischen Streitkräfte (Traditionsregiment HVO) mit seinem Partner der US-Armee während des Manövers „Immediate Response“ (2012).

Der Truppenübungsplatz ist mit zahlreichen Übungs- und Schießplätzen ausgestattet und enthält zahlreiche Militärobjekte, einen Hubschrauber-Landeplatz, sowie einen Bereich zur Beseitigung von Kampfmunition.
Der Truppenübungsplatz „Eugen Kvaternik“ dient der Übung, Ausbildung, Formierung und zahlreichen Testmethoden. Eine wesentliche Rolle hierbei spielt das System „Miles 2000“, ein fortgeschrittenes Simulationssystem zur realistischen taktischen Ausbildung. Dabei werden Laserstrahlen aus unterschiedlichen Waffen abgefeuert. Während einer Übung wird alles per Video aufgezeichnet, was nachträgliche Analysen ermöglicht. Der Vorteil von Laserwaffen liegt gerade im Realitätsbezug, da Treffer eines Soldaten klar gesehen werden können, was bei der Anwendung üblicher Manövermunition nicht möglich ist.
Aufgrund der guten Ausstattung und insbesondere aufgrund der Vielfalt des Terrains (Wälder, Wiesen, Gebirge, Schluchten,…) wird der Truppenübungsplatz „Eugen Kvaternik“ oft als zukünftiges regionales NATO-Ausbildungszentrum angeführt. Ebenso möglich ist die kommerzielle Verwendung des Übungsplatzes durch Vermietung an andere Armeen. Noch vor dem NATO-Beitritt Kroatiens haben die USA mit bedeutenden Finanzierungsmitteln zur Modernisierung und Ausstattung der Übungsplätze beigetragen. Im Rahmen der Renovierung wurde mit diesen Mitteln nicht nur für den Truppenübungsplatz, sondern auch für die Stadt Slunj und die umliegenden Ortschaften ein modernes Wasserversorgungssystem geschaffen.

## Umweltbedenken

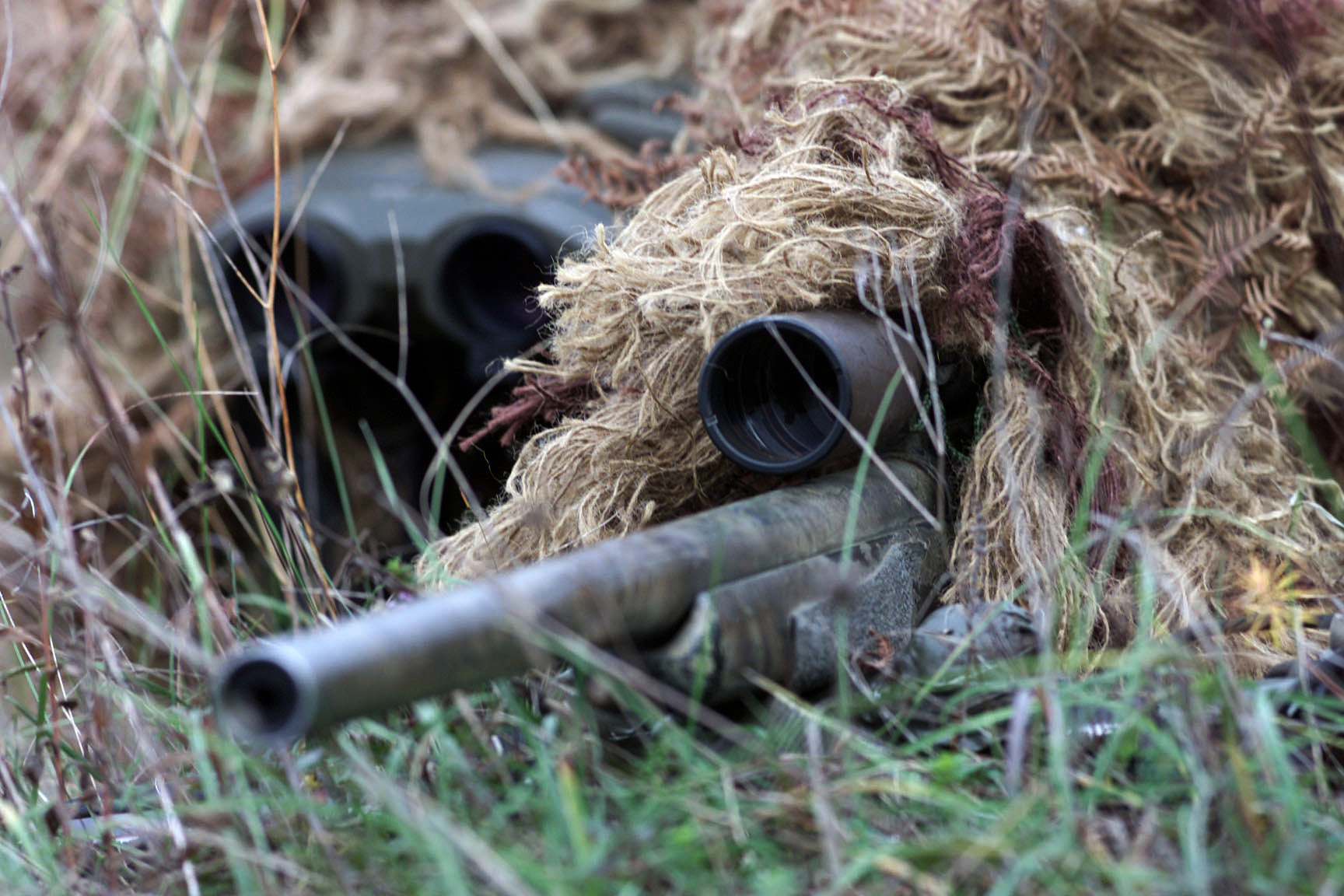
Scharfschützenteam der US-Marines im Ghillie suit mit einem M40-Gewehr bei einer Übung auf dem Truppenübungsplatz (2000).

Die lokale Bevölkerung in dieser Gegend äußerte Anfang der 2000er Jahre Bedenken hinsichtlich der Umweltverträglichkeit bei der Nutzung des Truppenübungsplatzes „Eugen Kvaternik“. Angesichts der Lage auf karstigem Untergrund wurden insbesondere Verschmutzungen des Grundwassers bzw. des Flusses Mrežnica durch den intensiven Gebrauch von Munition befürchtet, welche sich auch negativ auf die touristische Entwicklung der Region auswirken könnten. Die kroatischen Streitkräfte ließen beteuern, dass es zu keinerlei Verschmutzungen bei der Nutzung von allgemein-gebräuchlicher Übungsmunition kommen kann. Die lokale Bevölkerung wurde zudem dazu eingeladen, sich ein Bild von der Lage zu machen. Das Thema wurde seitdem nicht erneut aufgenommen, auch aufgrund der Tatsache, dass insbesondere der Truppenübungsplatz wesentlich zur wirtschaftlichen Revitalisierung dieser abgelegenen Gegend beiträgt. So werden zurzeit in Slunj Unterkünfte für aktuelle und ehemalige Soldaten mit Staatshilfe errichtet.

## Manöver „Immediate Response“ (2012)
Das Manöver „Immediate Response“ (IR12) war eine multinationale taktische Feldübung, an der mehr als 700 Angehörige des 2. Kavallerieregiments der US-Armee und der kroatischen Streitkräfte mit Kontingenten aus Albanien, Bosnien-Herzegowina, Montenegro und Slowenien teilnahmen. Nordmazedonien und Serbien schickten Beobachter. Das Manöver war Teil des gemeinsamen Trainings- und Übungsprogramms von USEUCOM zur Verbesserung der gemeinsamen und kombinierten Interoperabilität und sollte dazu beitragen, die Teilnehmer auf eine erfolgreiche Zusammenarbeit in einem multinationalen Einsatz vorzubereiten.

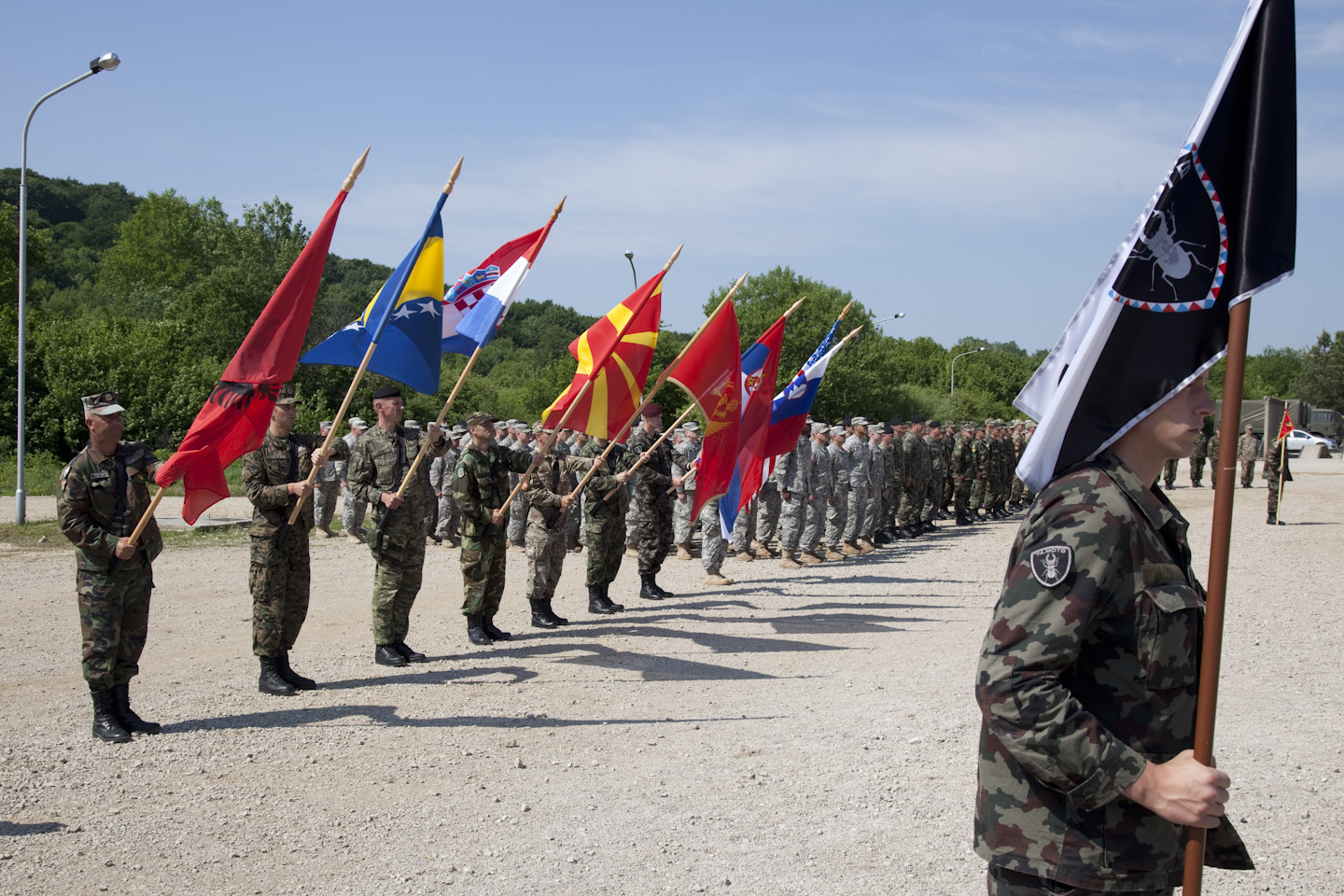
Parade der Flaggen
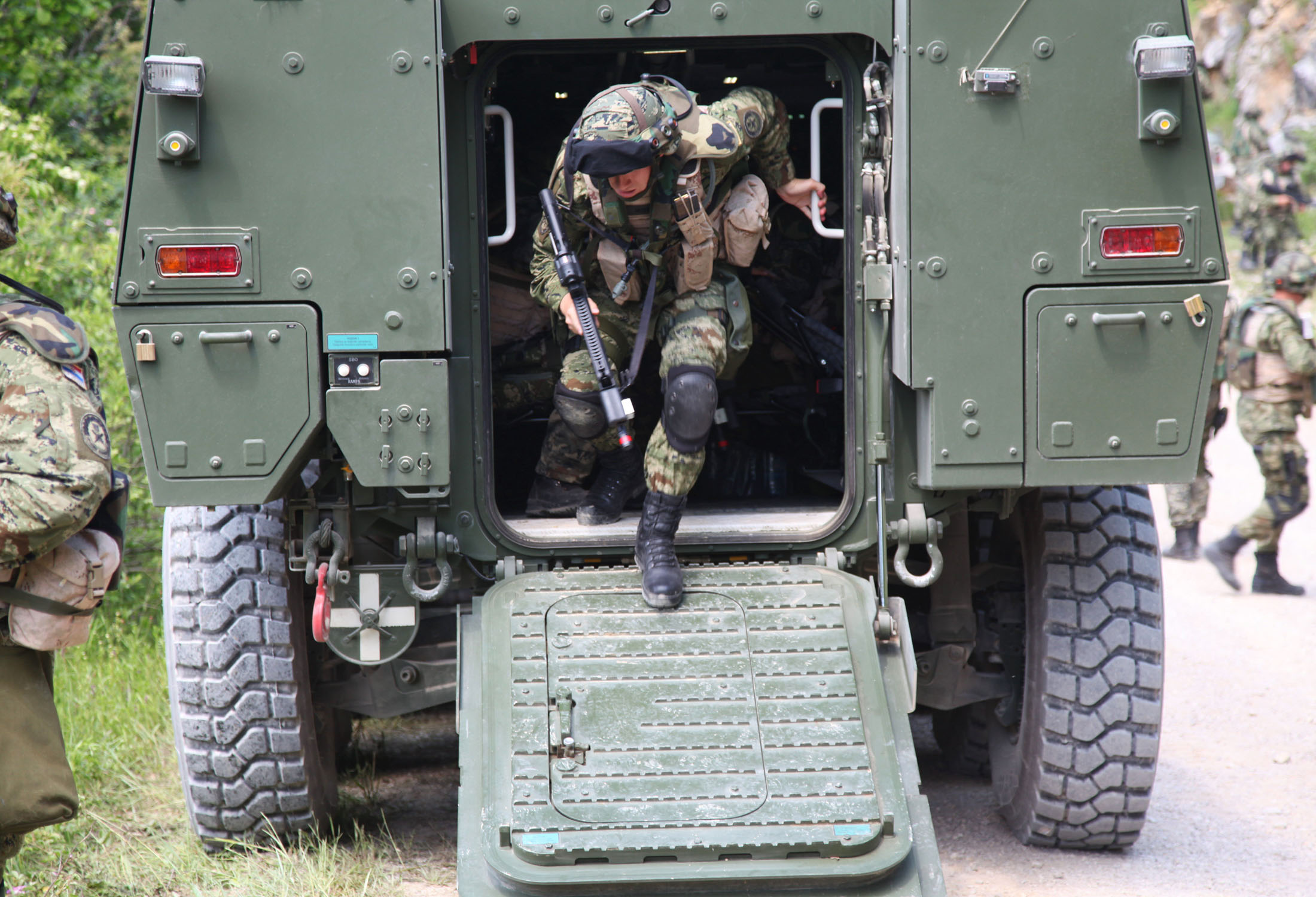
Kroatische Soldaten beim Absitzen von einem Patria-AMV-Truppentransporter
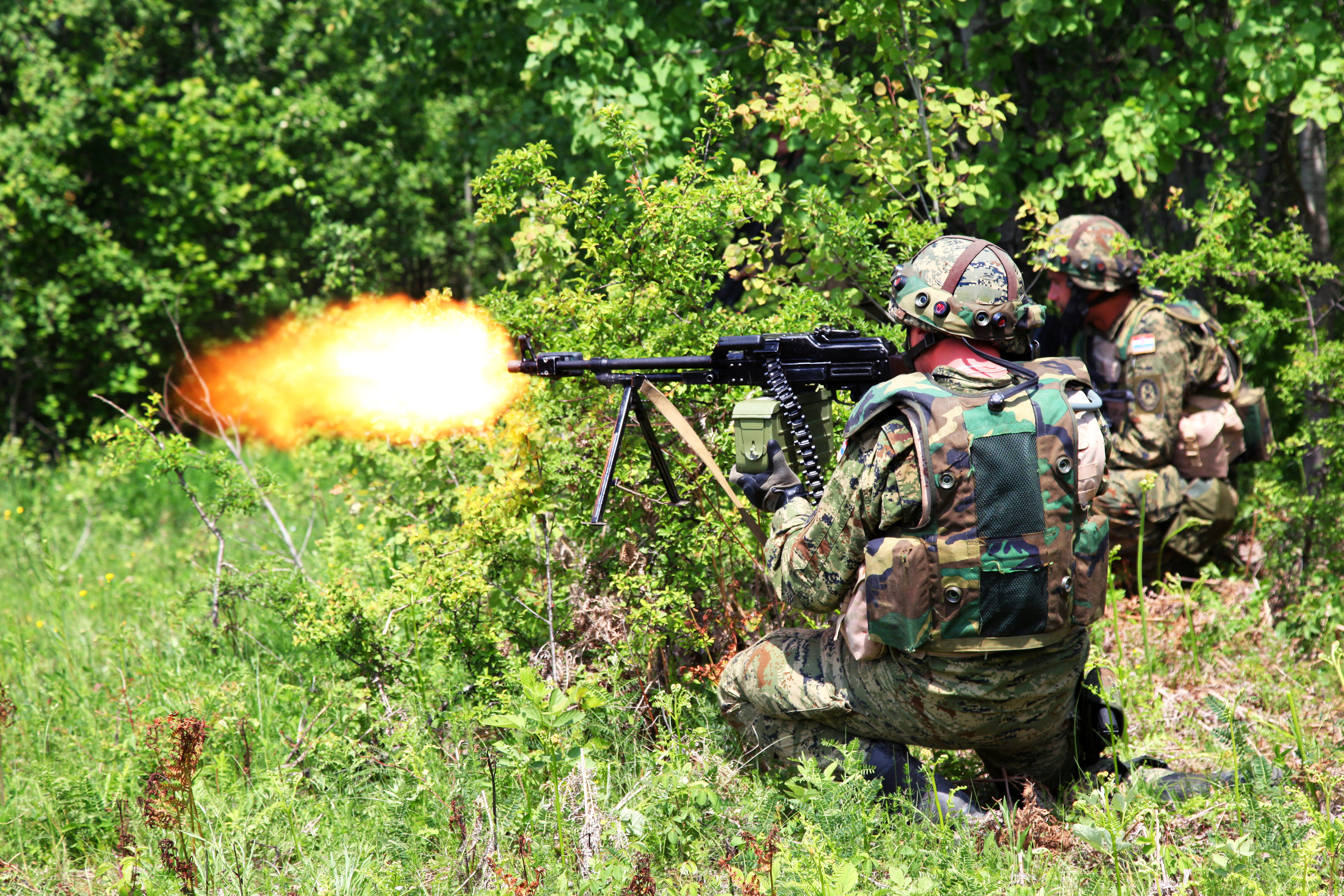
Kroatische Soldaten erwidern das Feuer
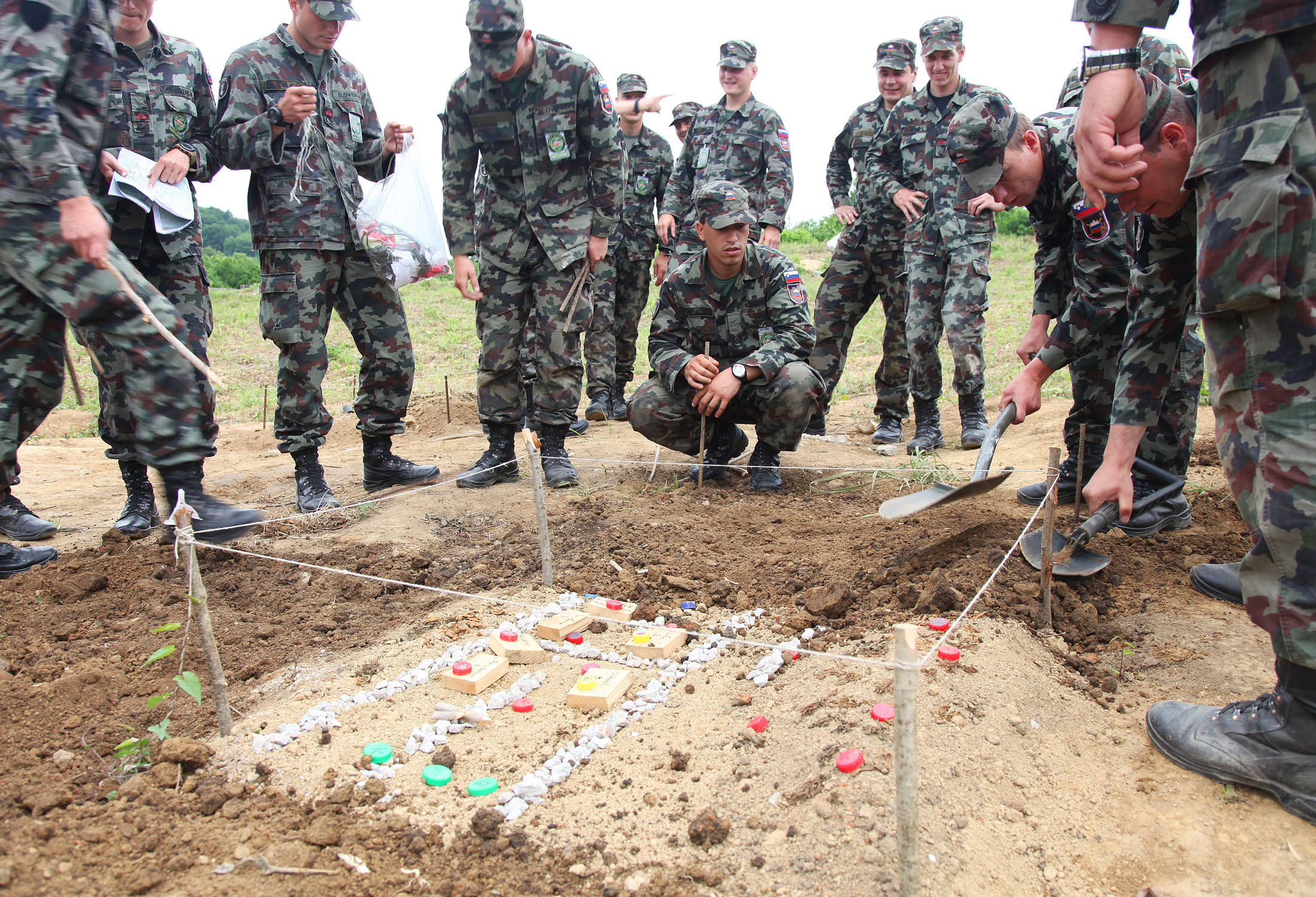
Slowenische Soldaten bei der Einsatzplanung
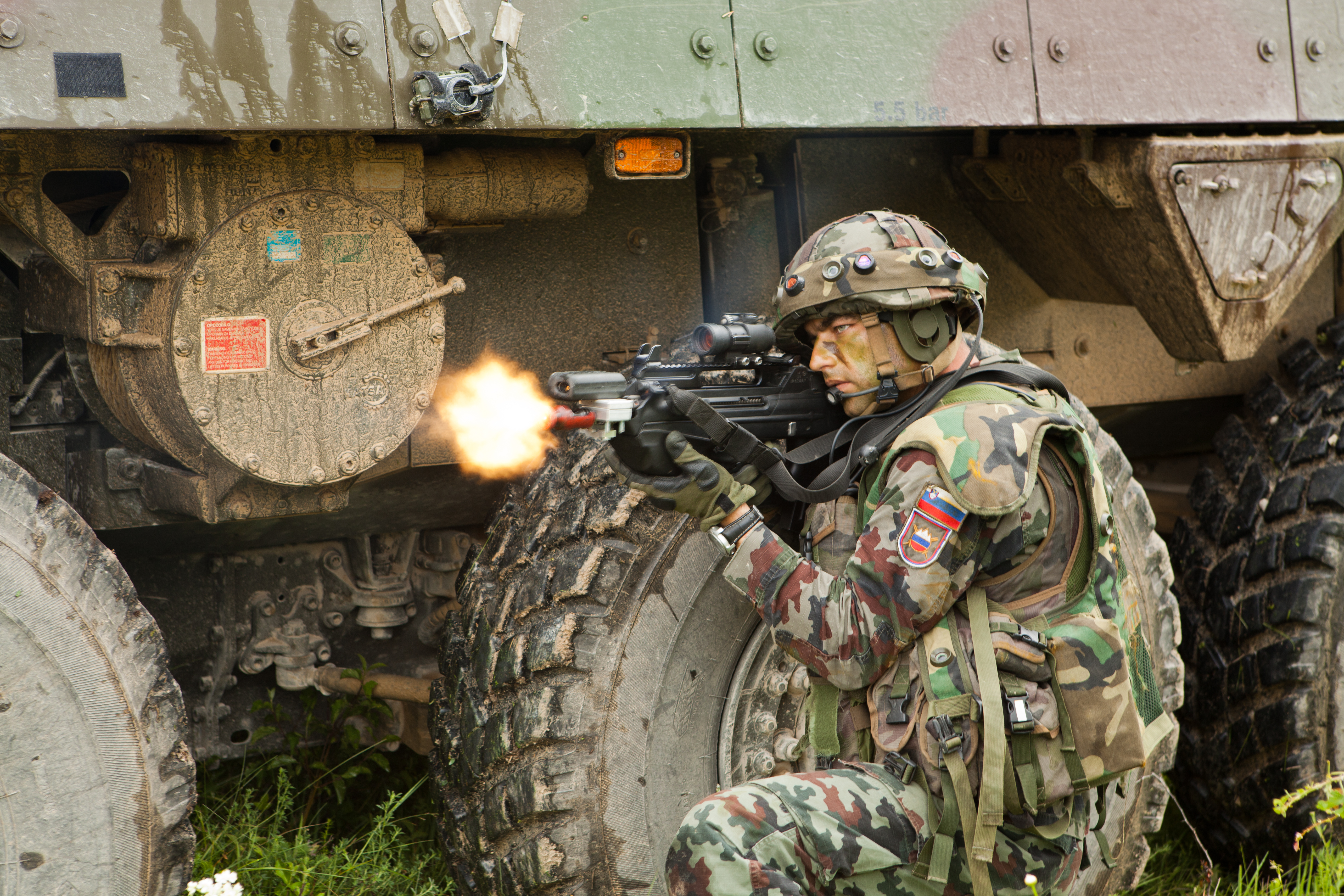
Soldat der slowenischen Armee
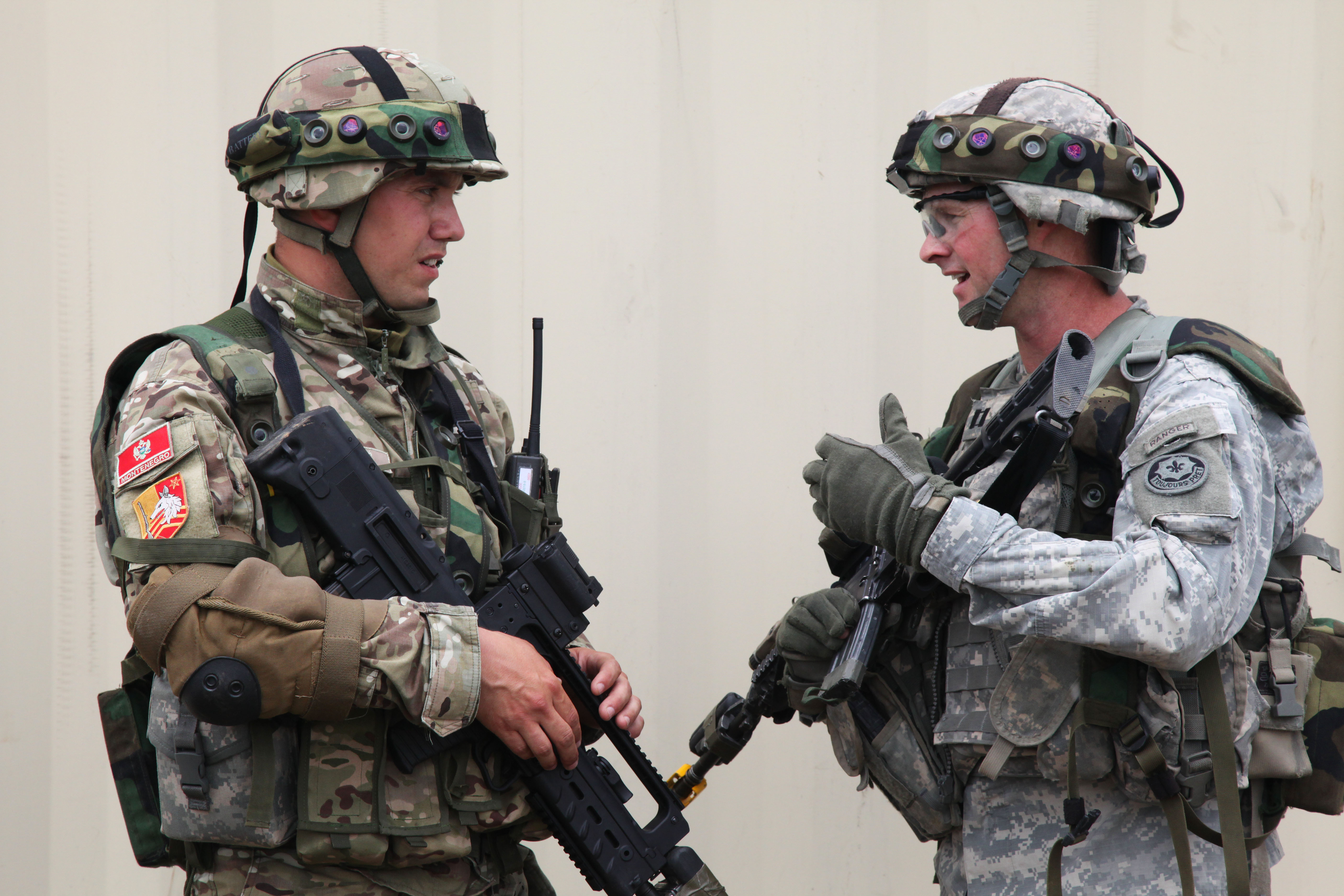
Montenegrinischer Soldat im Gespräch mit einem US-amerikanischen Soldaten
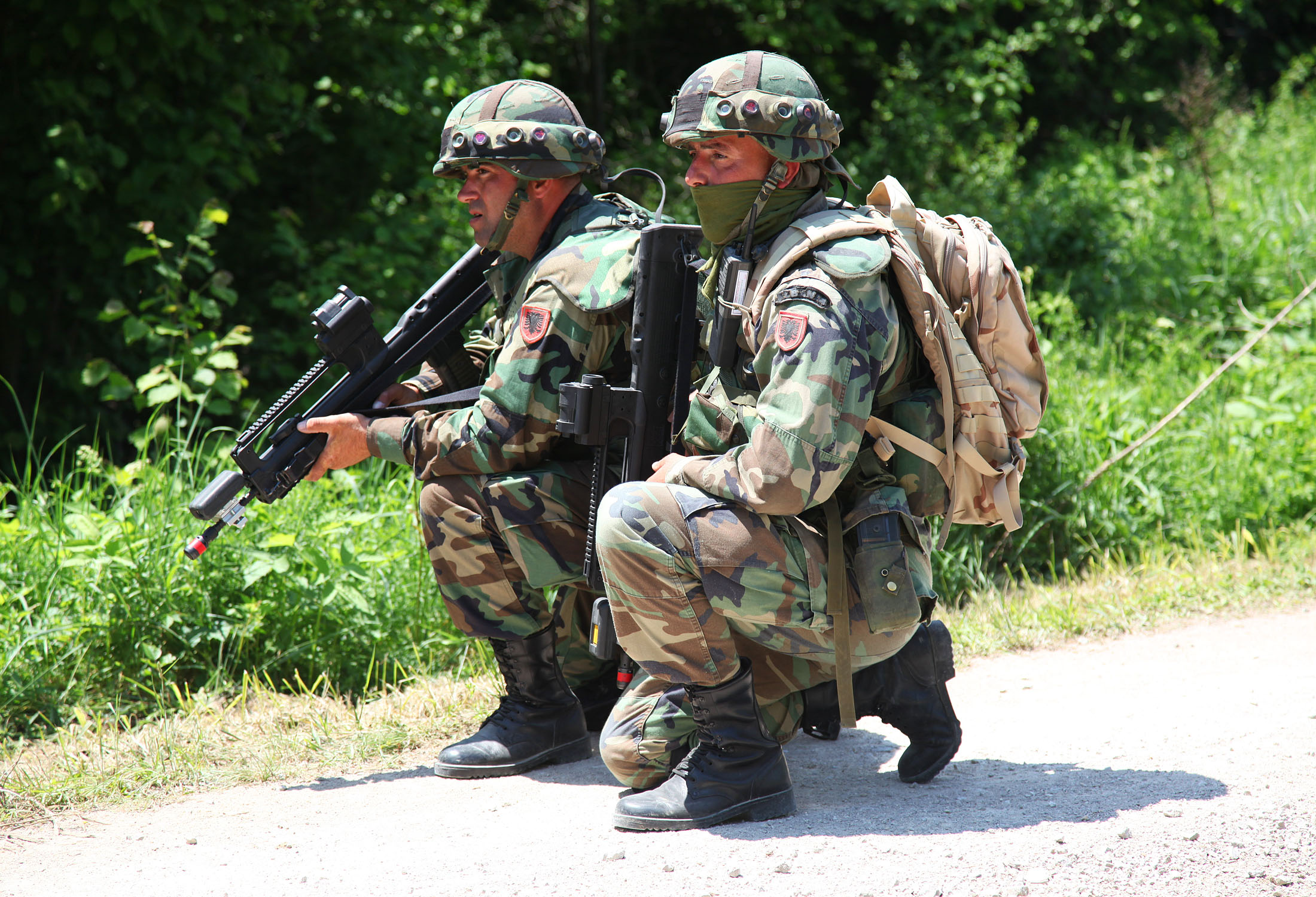
Soldaten der albanischen Armee warten auf den Einsatzbefehl

Koordinaten: 45° 6′ 45,9″ N, 15° 31′ 53,1″ O